# Blonde Fist
Blonde Fist (anche Blond Fist) è un film sul pugilato del 1991, diretto da Frank Clarke.
Il film presenta la protagonista Margi Clarke  nel ruolo della giovane Ronnie O'Dowd, che per cercare di risolvere tormentate vicende personali e familiari decide di intraprendere una carriera inusuale nel pugilato femminile.

## Trama
Il film è ambientato a Kirkby, poco distante da Liverpool, ed è incentrato su Ronnie O'Dowd, madre di famiglia nata dall'unione tra un pugile di strada scozzese e una donna inglese per nulla attratta dagli sport da combattimento.
La protagonista, fatta nascere dalla madre in un mercato di strada, dopo l'arresto del fidanzato decide di impegnarsi in una lotta fisica e verbale, contro l'abitudine della società dell'epoca di trattare le madri povere con sufficienza.
Desiderosa di giustizia sociale, Ronnie difende un ragazzino della zona da una banda di bulli e dalla madre di una di loro. Incapace di controllare il proprio temperamento, la protagonista ha uno scontro fisico con una coetanea corrotta, la nuova ragazza del suo ex fidanzato, e viene condannata ad un anno di reclusione.
Inseguendo il sogno di una vita migliore e decisa a rimettere in sesto le vicende della sua famiglia problematica, Ronnie evade dal carcere con l'aiuto di una compagna di cella. In seguito ricatta l'ex fidanzato per una raccolta di fondi da mandare a New York, dove  si dice che il padre della protagonista sia diventato un imprenditore compassato e facoltoso.
Arrivata insieme al figlio nella città americana, scopre che in realtà suo padre è un misero lavapiatti in un albergo e deve fare i conti con problemi di alcol. In seguito incontra l'ex ragazza di spettacolo Lovelle, originaria del Kentucky, di cui diventa amica personale.
Durante la visita a New York, Ronnie nota un poster di strada che pubblicizza Knucklers, un locale notturno che offre incontri di pugilato femminile. Durante la visita al locale, le due ragazze notano che la mancanza di una delle atlete ha indotto l'annunciatore ad offrire mille dollari ad una donna in grado di tener testa all'avversaria per almeno 3 minuti. Ronnie accetta sarcasticamente la sfida, convinta di resistere nel suddetto tempo, ma la crescente aggressività della sfidante la convince a batterla per knockout.
Nonostante Ronnie riceva dai gestori del locale l'invito a scontrarsi con un'altra pugile, Lovelle la convince a chiudere i conti intascando il premio in denaro pattuito.
Ronnie implora il padre di abbandonare l'alcol e di sostenerla durante l'incontro di pugilato, promettendogli di tornare a casa con lui e col figlio in caso di vittoria. L'uomo le risponde che, in caso di partecipazione, non vorrà più avere a che fare con la figlia, visto che alla madre aveva promesso non solo di non combattere più, ma anche di non insegnare alla famiglia la sua vecchia disciplina.
La sera dell'incontro decisivo, la protagonista si deve scontrare con Crazy Sue, veterana del pugilato femminile locale. Poco prima della campanella d'inizio, Ronnie e Lovelle comprendono che ci sarà un incontro di dieci minuti, a causa del valore superiore del premio, anche se la breve durata dello scontro sembra essere studiata apposta per favorire l'imponente avversaria. Dapprima Ronnie ha la meglio, ma poi Sue si ricompone e manda al tappeto due volte la protagonista. All'improvviso appare però suo padre, con l'intento di incoraggiarla, così Ronnie riesce a battere Sue per knockout e a vincere un premio di diecimila dollari.
Ronnie e la sua famiglia tornano a Liverpool, riusciti a risolvere le loro difficili questioni personali. Chiede anche a Lovelle di unirsi a loro, ma l'ex interprete le risponde di essere troppo avanti negli anni per cominciare una nuova vita, e i quattro condividono un addio emozionale.
Durante il viaggio di ritorno, il padre di Ronnie le regala una cintura da campione da lui creata per la ragazza, i due si abbracciano e il loro traghetto torna rapidamente in direzione dei Liver Buildings, sul fiume Mersey.

## Accoglienza
La stampa specializzata ha dato al film giudizi generalmente sfavorevoli.